# 奥本罗

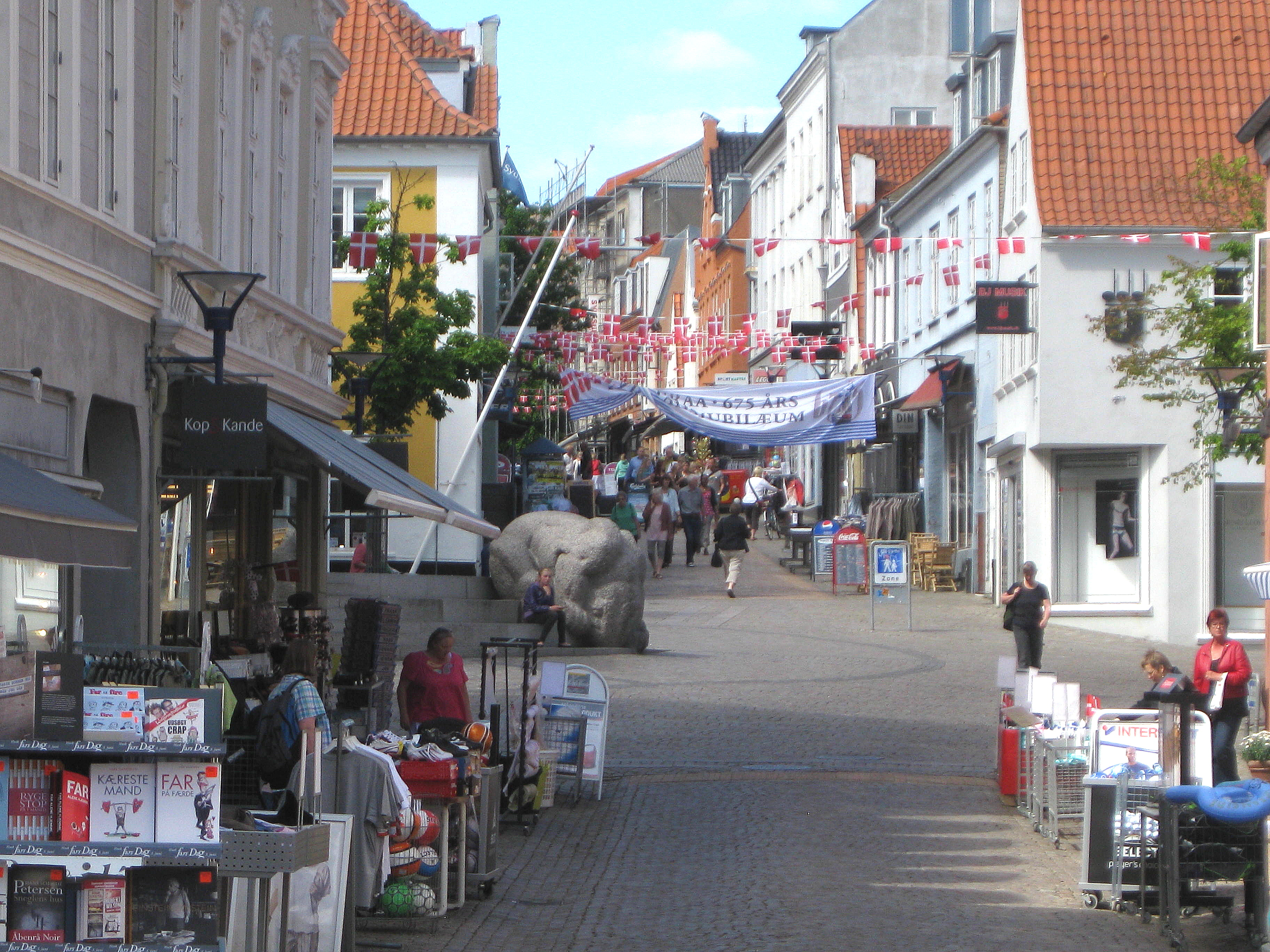
奥本罗

奥本罗（丹麥語：Aabenraa/Åbenrå）是丹麦南丹麦大区奧本羅市鎮内最大城镇及行政中心，人口16,003人（2008年）。